# Parafia Matki Bożej Pocieszenia w Żyrardowie
Parafia Matki Bożej Pocieszenia w Żyrardowie – parafia rzymskokatolicka znajdująca się na terenie dekanatu Żyrardów w diecezji łowickiej. Powstała 22 maja 1898 roku. 
Kościół parafialny został zbudowany w latach 1900–1903 w stylu neogotyckim, według projektu Józefa Piusa Dziekońskiego. Świątynia została konsekrowana w 1903 roku. 

## Proboszczowie
Źródło:
- ks. Władysław Żaboklicki (1898–1906)
- ks. Karol Bliziński (1906–1914)
- ks. Włodzimierz Taczanowski (1914–1928)
- ks. Edward Szczodrowski (1928–1930)
- ks. Marceli Kossakowski (1930–1959)
- ks. Władysław Wasiak (1959–1971)
- ks. Edmund Nowak (1971–1983)
- ks. Jerzy Bors (1983–1992)
- ks. Stanisław Janusz (1992–2007)
- ks. Adam Paweł Bednarczyk (od 2007)